# Quercus valdinervosa
Quercus valdinervosa är en bokväxtart som beskrevs av Engkik Soepadmo. Quercus valdinervosa ingår i släktet ekar, och familjen bokväxter. Inga underarter finns listade i Catalogue of Life.